# Salisbury (Pennsilvània)
Salisbury és una població dels Estats Units a l'estat de Pennsilvània. Segons el cens del 2000 tenia 878 habitants.

## Demografia
Segons el cens del 2000, Salisbury tenia 878 habitants, 350 habitatges, i 218 famílies. La densitat de població era de 847,5 habitants/km².
Dels 350 habitatges en un 26% hi vivien nens de menys de 18 anys, en un 49,7% hi vivien parelles casades, en un 8,6% dones solteres, i en un 37,7% no eren unitats familiars. En el 33,7% dels habitatges hi vivien persones soles el 21,1% de les quals corresponia a persones de 65 anys o més que vivien soles. El nombre mitjà de persones vivint en cada habitatge era de 2,44 i el nombre mitjà de persones que vivien en cada família era de 3,07.
Per edats la població es repartia de la següent manera: un 23,6% tenia menys de 18 anys, un 5,8% entre 18 i 24, un 25,9% entre 25 i 44, un 23% de 45 a 60 i un 21,8% 65 anys o més.
L'edat mediana era de 41 anys. Per cada 100 dones de 18 o més anys hi havia 83,8 homes.
La renda mediana per habitatge era de 26.875$ i la renda mediana per família de 36.188$. Els homes tenien una renda mediana de 30.682$ mentre que les dones 17.222$. La renda per capita de la població era de 12.973$. Entorn del 10,6% de les famílies i el 18,3% de la població estaven per davall del llindar de pobresa.

## Poblacions més properes
El següent diagrama mostra les poblacions més properes.